# Hobgoblin
Hobgoblin – w ludowych baśniach przyjazny lub zabawny goblin. Słowo prawdopodobnie wywodzi się od określenia Robin Goblin, skróconego do hobgoblin, Hob lub Lob.
W angielskich podaniach (fairy tales) o duszkach hobgobliny mają jedną lub dwie stopy wzrostu, są owłosione i nagie – czasem noszą brązowe ubrania. Są domatorami i rzadko wychodzą na zewnątrz. Opisuje się jako przyjazne, brzydkie, marudne, zdradzieckie, jowialne, groteskowe i skłonne do robienia psikusów. Zaczepiane, stają się wredne.
Mimo tego, że w angielskim folklorze hobgoblinami nazywa się przyjazne gobliny, w literaturze i grach fantasy hobgobliny to zazwyczaj silniejsze, większe i groźniejsze rodzaje goblinów.
Hobgoblin to również jeden z przeciwników komiksowego Spider-Mana.

## Historia
Nazwa początkowo odnosiła się do postaci Robina Goodfellowa, ale z czasem znaczenie słowo zmieniło się i teraz zazwyczaj odnosi się do goblina lub wróżki. Synonimami są słowa bugbear, bogeyman, bugaboo lub bogie, a znaczenie terminu hobgoblin może oznaczać także nienaturalny obiekt, który jest źródłem problemów.
Termin powstał w latach trzydziestych XVI wieku od słowa hob (oznaczającego elfa, od Hobbe, rodzaju Rob (Hick jak Richard, Hodge jak Rodger) skrót od alternatywnej formy Robina Goodfellowa (Puka), elfa podobnego do kobolda w folklorze niemieckim) połączonego ze słowem goblin, oznaczającym dawniej złośliwego duszka wywołującego strach i niepokój. Hobgoblin pojawia się w komedii W. Szekspira – Sen nocy letniej pod imieniem Puk.